# Anästhesie (Sensibilitätsstörung)
Eine Anästhesie (altgriechisch αναισθησία anaisthesia, deutsch ‚Nicht-Empfindung‘) ist allgemein eine Empfindungslosigkeit oder Gefühlstaubheit.  

## Neurologie
In der Neurologie ist eine Anästhesie eine Sensibilitätsstörung. Sie ist die Steigerung der Hypoästhesie (einer Empfindungsverminderung) und steht im Gegensatz zur Hyperästhesie (einem Zustand vermehrter Empfindlichkeit und Schmerzhaftigkeit, z. B. bei Entzündungen). Abzugrenzen ist sie auch von Parästhesien, meist kribbelnden Missempfindungen, die bei manchen Nervenerkrankungen (Neuropathien) vorkommen.
Es können dabei folgende Empfindungsqualitäten gestört sein (auch isoliert):
- Schmerzempfinden (Algesie)
- Temperatursinn (Thermästhesie)
- Berührungs-/Tastsinn (Oberflächensensibilität bzw. epikritische Sensibilität)
- Vibrationsempfinden (Pallästhesie)
- Lage- und Bewegungssinn (propriozeptive oder Tiefensensibilität bzw. Kinästhesie)

## Psychiatrie
Empfindungslosigkeit oder emotionale Taubheit kann auch als Folge psychischer Traumata auftreten. Der Psychiater Ernst Kretschmer benutzte das Adjektiv anästhetisch, um die scheinbare Unempfindlichkeit und Gleichgültigkeit schizoider Persönlichkeiten zu beschreiben.